# ماينور سوازو
ماينور سوازو (بالإسبانية: Maynor Suazo)‏ هو لاعب كرة قدم هندوراسي في مركز الوسط، ولد في 10 أغسطس 1979 في سان بيدرو سولا في هندوراس. شارك مع منتخب هندوراس لكرة القدم. أما مع النوادي، فقد لعب مع أتلاتيكو خولوما وأنطاليا سبور وريد بل سالزبورغ ونادي بران ونادي ديبورتيفو أوليمبيا ونادي كولن ونادي ماراثون.

## وصلات خارجية
- ماينور سوازو على موقع الاتحاد الدولي (مؤرشف)  (الإنجليزية)
- ماينور سوازو على موقع اتحاد تركيا (لاعب) (الإنجليزية)
- ماينور سوازو على موقع قاعدة بيانات كرة القدم.إي يو (الإنجليزية)
- ماينور سوازو على موقع ناشيونال فوتبول تيمز (الإنجليزية)
- ماينور سوازو على موقع Soccerway.com (الإنجليزية)
- ماينور سوازو على موقع عالم كرة القدم.نت (الإنجليزية)
- ماينور سوازو على موقع أوليمبيديا (الإنجليزية)